# Hanna Ereńska-Radzewska
Hanna Ereńska-Radzewska é um jogadora de xadrez da Polônia com diversas participações nas Olimpíadas de xadrez. Hanna participou das edições de 1972 a  1992 tendo conquistado três medalhas. Na edição de 1972 conquistou a medalha de prata no segundo tabuleiro na edição de 1980 conquistou a medalha de bronze no primeiro tabuleiro por participação individual e a de bronze por equipes.